# La Piarre
La Piarre ist eine französische Gemeinde im Département Hautes-Alpes in der Region Provence-Alpes-Côte d’Azur. Sie gehört zum Arrondissement Gap und zum Kanton Serres.

## Geografie
La Piarre befindet sich in den Seealpen an der Bergkette Montagne de l’Aup. Der Dorfkern liegt auf 880 m und wird durch die Départementsstraße D27 mit Sigottier im Süden und La Bâtie-des-Fonds im Norden verbunden. Die weiteren Nachbargemeinden sind Aspremont im Osten, L’Épine im Südwesten und Valdrôme im Westen.

## Bevölkerungsentwicklung
| Jahr      | 1962 | 1968 | 1975 | 1982 | 1990 | 1999 | 2006 | 2012 |
| --------- | ---- | ---- | ---- | ---- | ---- | ---- | ---- | ---- |
| Einwohner | 94   | 77   | 62   | 61   | 57   | 63   | 88   | 90   |